# Ricardo Flores Magón, Berriozábal
Ricardo Flores Magón är en ort i Mexiko.   Den ligger i kommunen Berriozábal och delstaten Chiapas, i den sydöstra delen av landet, 700 km öster om huvudstaden Mexico City. Ricardo Flores Magón ligger 373 meter över havet och antalet invånare är 213.
Terrängen runt Ricardo Flores Magón är huvudsakligen kuperad, men åt nordost är den bergig. Ricardo Flores Magón ligger nere i en dal. Runt Ricardo Flores Magón är det ganska tätbefolkat, med 104 invånare per kvadratkilometer. Närmaste större samhälle är Ocozocoautla de Espinosa, 19,2 km söder om Ricardo Flores Magón. I omgivningarna runt Ricardo Flores Magón växer huvudsakligen savannskog.